# دهه ۱۸۷۰ در جامعه‌شناسی
در دهه ۱۸۷۰ در جامعه‌شناسی (به انگلیسی: 1870s in sociology) رویدادهای زیر رخ داد:

## ۱۸۷۱
- از پیر گیوم فردریک لو پلی کتاب سازمان خانواده منتشر شد.
- از کارل منگر کتاب اصول اقتصاد منتشر شد.
- از لوئیس هنری مورگان کتاب نظام‌های خویشاوندی و خویشاوندی خانواده انسانی منتشر شد.
- از ادوارد بارنت تایلور کتاب فرهنگ ابتدایی منتشر شد.

## ۱۸۷۲

### زادگان
- ۱۰ می: مارسل موس

## ۱۸۷۳
- از هربرت اسپنسر کتاب مطالعه جامعه‌شناسی منتشر شد.

## ۱۸۷۴
- از فرانسیس گالتون کتاب مردان علم انگلیسی: طبیعت و پرورش آنها منتشر شد.
- از پیر گیوم فردریک لو پلی کتاب اصلاحات اجتماعی در فرانسه از مشاهده تطبیقی مردم اروپا استنتاج شده‌است منتشر شد.
- از هنری سیجویک کتاب روش اخلاق منتشر شد.

## ۱۸۷۵
- از فرانسیس گالتون کتاب آمار با مقایسه متقابل، با اظهاراتی در مورد قانون فراوانی خطا منتشر شد.
- از فردریک هریسون کتاب نظم و پیشرفت منتشر شد.

## ۱۸۷۸
- از فریدریش انگلس کتاب آنتی دورینگ (دورینگ در علم) منتشر شد.

## ۱۸۷۹
- از هنری جورج، کتاب پیشرفت و فقر منتشر شد.